# Moneta w pyszczku ryby
Moneta w pyszczku ryby – wspomniany w siedemnastym rozdziale Ewangelii według Mateusza cud Jezusa dokonany podczas jego publicznej działalności w Galilei w okolicach Kafarnaum.

## Treść przekazu ewangelicznego
Ewangelista Mateusz umieścił epizod z monetą w pyszczku ryby zaraz po drugiej zapowiedzi męki. Poborcy podatkowi zapytali Piotra Apostoła, czy jego nauczyciel płaci podatek na świątynię w Jerozolimie. Szymon przyznał, że Jezus płaci. Uznał, że jego rabbi płaci didrachmę. Gdy Piotr powrócił do domu, w którym przebywał Jezus, ten uprzedził go i po dialogu dotyczącym synostwa Bożego, polecił iść nad wodę i złowić na wędkę (gr. αγκιστρον) rybę (gr. Ιχθύς). W jej pyszczku (gr. στομα) Apostoł miał znaleźć statera.

## Mateuszowy opis cudu i jego teologia
Cytat z Biblii Tysiąclecia:
| Ewangelia Mateusza rozdz. 17 |
| --- |
| 24Gdy przyszli do Kafarnaum, przystąpili do Piotra poborcy dwudrachmy z zapytaniem: «Wasz Nauczyciel nie płaci dwudrachmy?». 25Odpowiedział: «Owszem». Gdy wszedł do domu, Jezus uprzedził go, mówiąc: «Szymonie, jak ci się zdaje? Od kogo królowie ziemscy pobierają daniny lub podatki? Od synów swoich czy od obcych?». 26Gdy powiedział: «Od obcych», Jezus mu rzekł: «A zatem synowie są wolni. 27Żebyśmy jednak nie dali im powodu do zgorszenia, idź nad jezioro i zarzuć wędkę! Weź pierwszą rybę, którą wyciągniesz, i otwórz jej pyszczek: znajdziesz statera. Weź go i daj im za Mnie i za siebie!». |

## Historyczność i lokalizacja

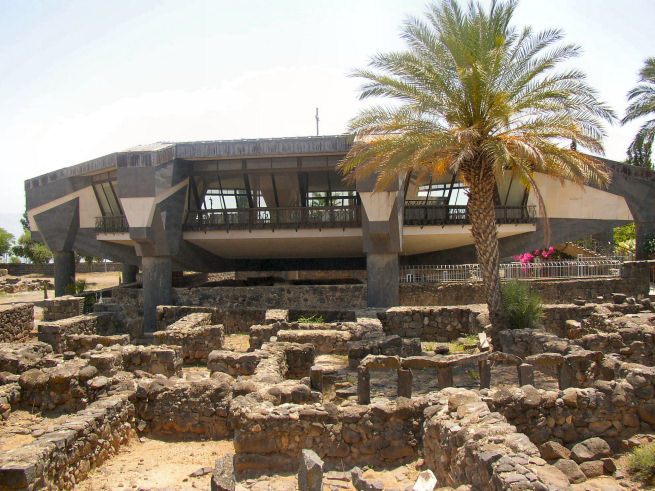
Kościół-memoriał nad domem Piotra w Kafarnaum, 2005

Autor ewangelii nie opisuje samej sceny wyłowienia ryby. Według opisu ewangelicznego pierwsza złowiona ryba miała trzymać stater stanowiący równowartość dwóch dwudrachm. Ewangelista lokalizuje wydarzenie w Kafarnaum nad Jeziorem Genezaret. W ewangeliach jest mowa o domu Szymona, który stał się domem Jezusa po opuszczeniu Nazaretu. Dom ten był swego rodzaju bazą dla wypraw ewangelizacyjnych Jezusa i grupy uczniów. Marek podkreśla, iż „Jezus chodził po Galilei, nauczając w ich synagogach i wyrzucając złe duchy”. Podobny dom został odnaleziony przez franciszkańskich archeologów Virgilio Corbo i Stanislao Loffredę OFM 30 października 1968. Odkryty budynek znajdował się w odległości ok. 30 m od linii brzegowej jeziora. W posadzce domu archeolodzy odnaleźli artefakty mogące świadczyć o zawodzie jego właścicieli: haczyki czy ciężarki do sieci. W perykopie o monecie w pyszczku ryby Chrystus poleca Piotrowi użycie haczyka (gr. αγκιστρον), a więc wędki, nie chodzi o połów siecią. Zapewne był to jakiś haczyk przyczepiony do końca sznurka lub nici.
W czasach Jezusa panowała powszechna opinia, że podatek świątynny był podatkiem nałożonym przez Boga i płacony Bogu. Każdy Żyd płci męskiej, który ukończył 20 lat, był zobowiązany uiścić coroczny podatek świątynny wynoszący dwie drachmy. Podatek ten był zbierany w dniach od 25 adar do 1 nisan. Zebrane w ten sposób pieniądze były przeznaczone na utrzymanie Świątyni Jerozolimskiej, pełnioną w niej służbę kapłańską oraz na codzienne ofiary składane za naród. Jezus jako Syn Boży nie miał obowiązku płacenia podatku w Świątyni. Zapłacił jednak podatek za siebie i Piotra ze względu na innych używając w tym celu statera, stanowiącego równowartość czterech drachm – wartość podatku świątynnego za dwie osoby.
Według niektórych interpretacji złowiona ryba to tilapia złota (Oreochromis aureus), zwana tradycyjnie również „rybą św. Piotra”, która, będąc pyszczakiem, może przetrzymywać w jamie gębowej różne drobne przedmioty.

## W liturgii
W Kościele rzymskokatolickim perykopa ta jest odczytywana w poniedziałek XIX tygodnia w ciągu roku w 2. cyklu czytań.